# LNK Group
LNK Group — строительный и промышленный холдинг в Риге, Латвия. В состав холдинга входят три предприятия: LNK Industries (строительство и производство), LNK Aerospace (расчёт, испытания и обслуживание авиационной техники) и LNK Properties (развитие недвижимого имущества).

## История
В 1988 году доктор инженерных наук Александр Милов учредил научно-производственное предприятие «Латвнаучкомплекс» (латыш. Latvijas Novitātes Komplekss), ставший основой для создания холдинга «LNK Group», изначально занимавшееся проектированием и производством специализированных испытательных комплексов для научно-исследовательских лабораторий, в первую очередь, в сфере авиастроения. Эту деятельность продолжают компания «Aviatest», занимающаяся проведением лабораторных стендовых испытаний прочности авиационной техники и её компонентов, а также компания «Centre Composite», занимающаяся исследованиями и разработками в области композитных материалов.
С распадом Советского Союза предприятию пришлось расширить сферу деятельности, куда добавились производство, строительство и инженерно-технические разработки.
В 2013 году компании «Aviatest» и «Centre Composite» стали первыми латвийскими участниками авиасалона в Ле Бурже.

## Деятельность
В холдинг «LNK Group» входят предприятия трёх основных направлений:
- Строительство и производство. Компания «LNK Industries» проектирует и строит производственные объекты, здания и мосты, включая строительство Южного моста и реконструкцию Островного моста в Риге[4].
- Расчёт, испытания и обслуживание авиационной техники. Компания «LNK Aerospace» является преемницей лаборатории «Aviatest», основанной в 1972 году, и работает с ОКБ Яковлева[5], AgustaWestland[6] и другими предприятиями, занимаясь стендовыми испытаниями и сертификацией летательных аппаратов в ЕС и России.
- Девелоперская деятельность. Компания «LNK Properties» занимается постройкой промышленных, торговых, офисных и жилых зданий, в т.ч. Alojas Biznesa Centrs (штаб-квартира банка Nordea в Риге).

## Международные проекты
В декабре 2013 года сдан в эксплуатацию Riga fertilizer terminal, СП Uralchem Freight Limited (51 %) и Рижского торгового порта (SIA Rīgas tirdzniecības osta, 49 %) мощностью 2 миллиона тонн в год. Это самый современный терминал хранения и перевалки удобрений в Прибалтике, где рабочая скорость обработки вагона составляет 1,5 минуты против проектных 4 минут. Таким образом, комплекс пропускает 400 вагонов в сутки. Терминал работает по принципу first in — first out (первым поступило на склад — первым отгружено) в закрытом цикле и полностью автоматическом режиме, 24/7. В ходе строительства RFT LNK Group освоила технологию строительства купольных складов, став третьей компанией в мире, которая ею владеет. Эта универсальная технология была представлена Российскому Союзу химиков на II Московском международном химическом конгрессе (октябрь 2014 года) и на тематическом семинаре, организованном совместно с РСХ в Москве 16 декабря 2014 года. Купольный склад позволяет загрузить сыпучие вещества через верх и забирать через низ транспортерными системами. Груз равномерно заменяется и не деградирует в процессе хранения, потери исключены. На заводе это гарантирует качество отгружаемой продукции и эффективность работы складского комплекса.
В марте 2016 года введены в эксплуатацию два новых конвейера с усиленными магнитами для очистки угля от металлических примесей в российском порту Высоцк. Оборудование произведено на заводе транспортных технологических систем TTS и позволяет повысить качество угля, а тем самым — конкурентоспособность российского энергоресурса на мировом рынке.

## Благотворительность
В 2010 году «LNK Group» основала благотворительный фонд «Charity.lv», деятельность которого направлена на оказание поддержки физическим лицам, а также образовательным, культурным, спортивным, религиозным общинам, обществам национальных меньшинств и пенсионерам, которые работали в сфере строительства.